# KX Andromedae
Désignations
KX Andromedae (en abrégé KX And) est une binaire spectroscopique de la constellation d'Andromède. Sa magnitude apparente varie de 6,88 à 7,28.
Le composant primaire du système est une étoile Be avec un type spectral de type B3pe comme en 2017, bien que dans l'histoire, elle ait variée de B1 à B7.
L'étoile secondaire est difficile à détecter dans le spectre, mais a reçu un type spectral de type K1III. Il s'agit probalement d'une étoile géante asymptotique qui remplit son lobe de Roche.
Le système n'a qu'environ 25 millions d'années. Le duo effectue une orbite circulaire tous les 38,919 jours avec une inclinaison de 50°.